# Liste der Monuments historiques in Salives
Die Liste der Monuments historiques in Salives führt die Monuments historiques in der französischen Gemeinde Salives auf.

## Liste der Immobilien
| Bezeichnung | Beschreibung            | Standort           | Kennzeichnung | Schutzstatus | Datum | Bild           |
| ----------- | ----------------------- | ------------------ | ------------- | ------------ | ----- | -------------- |
| Donjon      | aus dem 12. Jahrhundert | Rue d’Amont (Lage) | PA00112646    | Inscrit      | 1932  | weitere Bilder |
| Bittkreuz   | Stein, 1677 errichtet   | Rue d’Amont (Lage) | PA21000051    | Inscrit      | 2009  | weitere Bilder |

## Liste der Objekte
| Bezeichnung                           | Beschreibung | Standort                       | Kennzeichnung | Schutzstatus | Datum | Bild |
| ------------------------------------- | --- | ------------------------------ | ------------- | ------------ | ----- | ---- |
| Skulptur Christus in der Rast         | Kalkstein, farbig gefasst, 15. Jahrhundert | in der Kirche St-Martin (Lage) | PM21002102    | Classé       | 1907  |      |
| Glocke (1)                            | Bronze, 1647 gegossen | in der Kirche St-Martin (Lage) | PM21002103    | Classé       | 1943  |      |
| Glocke (2)                            | Bronze, 1750 gegossen | in der Kirche St-Martin (Lage) | PM21002104    | Classé       | 1943  |      |
| Skulptur Heiliger Rochus              | Kalkstein, farbig gefasst, 16. Jahrhundert | in der Kirche St-Martin (Lage) | PM21002105    | Classé       | 1965  |      |
| Skulptur Heiliger Antonius der Große  | Kalkstein, farbig gefasst, 16. Jahrhundert | in der Kirche St-Martin (Lage) | PM21002642    | Classé       | 1994  |      |
| Skulptur Johannes der Täufer          | Holz, farbig gefasst, um 1500 | in der Kirche St-Martin (Lage) | PM21002643    | Classé       | 1994  |      |
| Kommunionbank                         | Schmiedeeisen, Kupfer, Anfang des 19. Jahrhunderts | in der Kirche St-Martin (Lage) | PM21002645    | Classé       | 1994  |      |
| Reliquienbüste des heiligen Balderich | Holz, farbig gefasst, 18. Jahrhundert | in der Kirche St-Martin (Lage) | PM21003904    | Inscrit      | 1989  |      |
| Skulptur Auferstandener Christus      | Holz, 18. Jahrhundert | in der Kirche St-Martin (Lage) | PM21003905    | Inscrit      | 1989  |      |
| Skulptur Heiliger Martin              | Holz, farbig gefasst, 18. Jahrhundert | in der Kirche St-Martin (Lage) | PM21003906    | Inscrit      | 1989  |      |
| Skulptur Madonna mit Kind             | Holz, farbig gefasst, volkstümliche Arbeit im Stil des 14. Jahrhunderts                                                                                         | in der Kirche St-Martin (Lage) | PM21003907    | Inscrit      | 1989  |      |
| Skulptur eines Bischofs               | Holz, farbig gefasst, 18. Jahrhundert | in der Kirche St-Martin (Lage) | PM21003908    | Inscrit      | 1989  |      |
| Zwei Leuchterengel                    | Holz, vergoldet, 18. Jahrhundert | in der Kirche St-Martin (Lage) | PM21003909    | Inscrit      | 1989  |      |
| Kruzifix                              | Holz, 17. Jahrhundert | in der Kirche St-Martin (Lage) | PM21003910    | Inscrit      | 1989  |      |
| Armreliquiar des heiligen Balderich   | Holz, farbig gefasst, 15. oder 16. Jahrhundert | in der Kirche St-Martin (Lage) | PM21003911    | Inscrit      | 1989  |      |
| Linker Seitenaltar                    | Altartisch; Holz, farbig gefasst und vergoldet, 17. Jahrhundert                                                                                                 | in der Kirche St-Martin (Lage) | PM21003912    | Inscrit      | 1989  |      |
| Bibel                                 | La saincte bible, contenant le vieil et le nouveau testament; 1572 durch Jacques de Bay in Leuven approbiert, 1578 bei Christophe Plantin in Antwerpen gedruckt | in der Kirche St-Martin (Lage) | PM21004810    | Inscrit      | 2006  |      |
| Weihwasserbecken                      | Gusseisen, 16. Jahrhundert | in der Nähe des Donjon (?)     | PM21003913    | Inscrit      | 1989  |      |